# 有栖川宮威仁親王
有栖川宮 威仁親王（ありすがわのみや たけひとしんのう、1862年2月11日〈文久2年1月13日〉- 1913年〈大正2年〉7月10日）は、日本の皇族、海軍軍人。号は欽堂。官職は軍事参議官。称号・階級は元帥海軍大将。勲等は大勲位。功級は功三級。世襲親王家の有栖川宮第10代当主。
有栖川宮幟仁親王（霊元天皇玄孫）の第四王子（男女合わせた王子女の中では八人目、ただし成人した男子は熾仁親王と威仁親王だけ）で、生母は家女房の森則子。熾仁親王は異母兄。幼称は稠宮（さわのみや）。妃は加賀金沢藩主前田慶寧の娘・慰子（やすこ）。
最後の有栖川宮であり、また最初に海軍に就職した皇族（皇族軍人）である。

## 生涯

### 生い立ち
1862年2月11日（文久2年1月13日）、京都において誕生、稠宮と命名された。父・幟仁親王にはすでに熾仁親王という嫡子がいたため、稠宮は然るべき年齢に達した後に妙法院門主を相続することが内定した。しかし、明治維新による諸制度の変革で宮門跡の制度が廃されたことから、1871年（明治4年）に稠宮の妙法院相続の内定は取り消され、明治天皇によって幟仁親王が東京への転居を命じられたのに従い、稠宮も上京した。
1874年（明治7年）7月8日、参内した稠宮は明治天皇から海軍軍人を志すよう命じられ、同月13日、海軍兵学寮予科に入学した。1876年（明治9年）、前田慰子と婚約。
1877年（明治10年）、鹿児島県逆徒征討総督として九州赴任中の熾仁親王からの呼び出しにより、稠宮は船で鹿児島に赴き、熾仁親王と共に西南戦争の戦地跡を視察した。

### 有栖川宮家の後嗣、英国留学

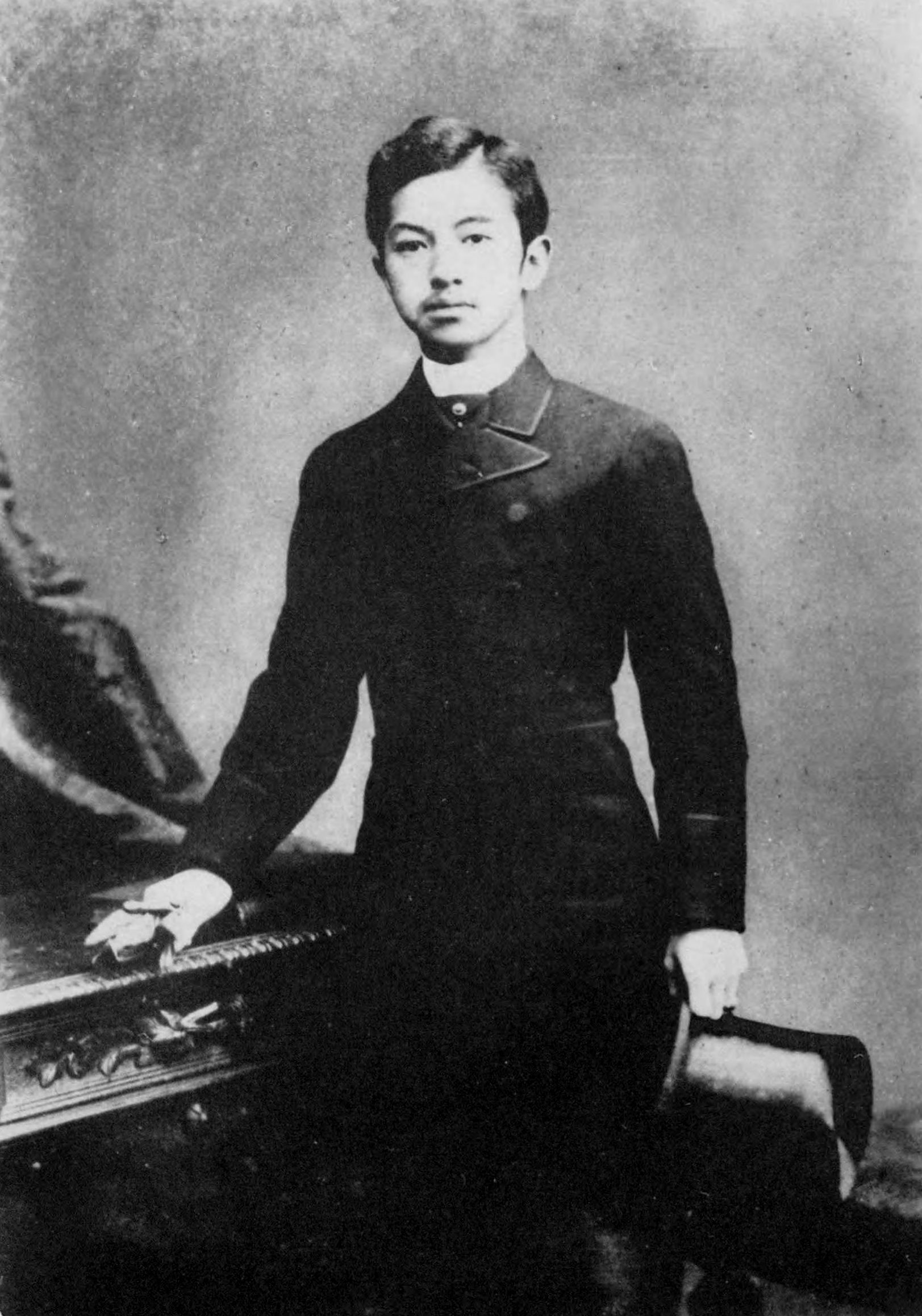
英国留学時代

1878年（明治11年）4月、40歳を過ぎて妃との間に継嗣のできない熾仁親王は、稠宮を事実上の養子として有栖川宮の後継者にしたい旨を明治天皇に願い出る。当時はまだ旧皇室典範制定前で、皇族の継承権問題が天皇の裁量で決められたため、5月18日に勅許が出された。これにより同年8月26日、稠宮は明治天皇の猶子となり、親王宣下を受けて威仁の名を賜った。
1879年（明治12年）、威仁親王は太政官より、イギリス海軍シナ海艦隊旗艦・「アイアン・デューク（Iron Duke）」への乗組みを命ぜられ、約1年間にわたり艦上作業に従事した。帰国後の1880年（明治13年）、少尉に任ぜられたのを皮切りに12月1日に英国留学を命じられ、日本海軍士官としての歩みを始める。10日後の12月11日、前田慰子と結婚。
新婚間もない1881年（明治14年）1月、威仁親王は慰子を残してイギリスのグリニッジ海軍大学校に留学、3年半後の1883年（明治16年）6月に漸く帰国した。渡航時、外国公使として訪欧する旧広島藩主の浅野長勲夫妻も同行している。

### 欧米軍事視察とロシア皇太子接遇
1889年（明治22年）2月11日の大日本帝国憲法発布後、威仁親王・同妃慰子夫妻、前田侯爵夫妻ら一行は2月16日に出発し、米国を経て欧州各国を訪問した。慰子妃を同伴させるにあたり、兄が明治天皇に対し、宮内省に経済負担をかけないことを条件の一つとして承諾を得たため、渡航費用は全て慰子妃の実家である前田侯爵家が負担した。香港、上海を経て、1890年（明治23年）4月5日に神戸港に到着し、京都滞在中の天皇・皇后に拝謁をした後、4月10日に帰京した。同年2月、貴族院皇族議員に就任。
海軍大佐として巡洋艦「高雄」艦長在任中の1891年（明治24年）、威仁親王はロシア帝国のニコライ皇太子（後のニコライ2世）来日の際、外国留学の経験を買われ明治天皇の名代として接待役を命じられた。このニコライ皇太子訪日の日程中、滋賀県大津市において大津事件が発生。外国の王皇族に日本の官憲が危害を加えるという日本外交史始まって以来の大事件となったが、威仁親王の要請により明治天皇自らがニコライを見舞うなど、日本側が誠実な対応をしたことによりロシアとの関係悪化は回避された。
日清戦争中は海軍大佐であったが、開戦時は横須賀海兵団長、その後は大本営附と、いずれも陸上勤務の日々を過ごした。黄海海戦終了後の1894年（明治27年）12月8日、ようやく連合艦隊旗艦「松島」艦長として艦隊勤務についたが、翌1895年（明治28年）1月、熾仁親王の薨去とその葬儀のために一時帰国を余儀なくされた。その直後に起きた威海衛の戦いは、威仁親王が艦へ戻った時には既に終結しており、結局親王は実戦を経験することができなかった。

### 有栖川宮として

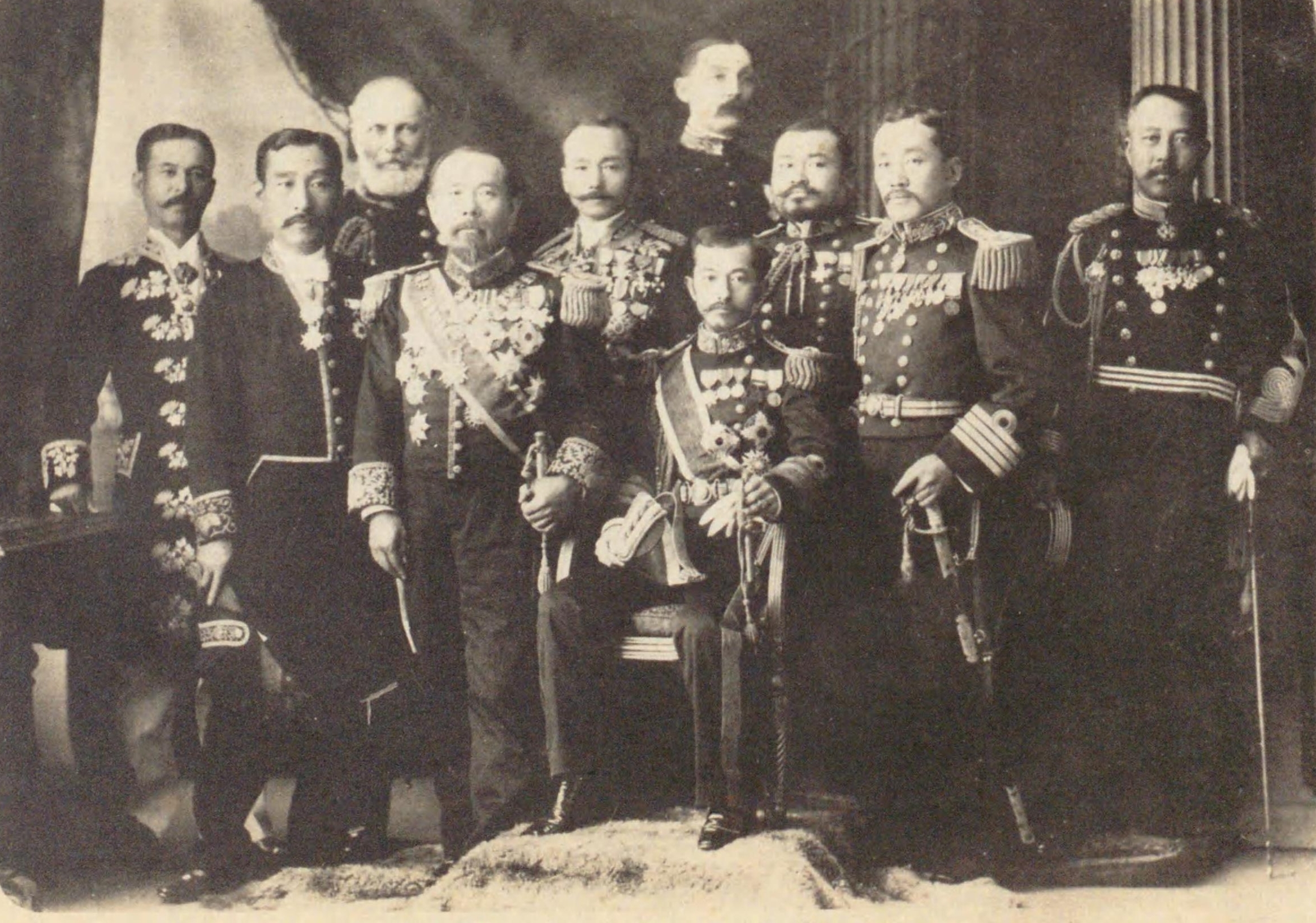
1897年（明治30年）6月、ヴィクトリア女王の在位60周年記念式典に出席するため英国に赴いた威仁親王（中央）。左は随員として同行した伊藤博文

熾仁親王の薨去により、威仁親王は有栖川宮の第10代の当主となった。熾仁親王同様明治天皇の信任が篤く、1899年（明治32年）から1903年（明治36年）まで、皇太子・嘉仁親王（後の大正天皇）の教育係である東宮輔導に任命されている。一方で、これ以降海軍においては籍こそ現役として置いているものの、実際の軍務にはほとんど従事していない。
日露戦争開戦時も海軍中将であったが、一時的に大本営附となったほかは戦争に全く関与しておらず、日本海海戦が行われた頃には、ドイツ帝国皇太子ヴィルヘルムの結婚式出席のためヨーロッパに滞在していた。
1908年（明治41年）3月2日、栽仁王が盲腸炎を発症し、同月10日、威仁親王は實枝子（実枝子）女王とともに見舞った。手術後の経過も良好で、威仁親王父娘は20日に帰京する。ところが、4月2日に容体が急変。威仁親王は再び実枝子女王と江田島に急行するが、腸管閉塞で手の施しようが無く、翌3日午後4時10分に危篤となった。
威仁親王、栽仁王、実枝子女王の3人は4月5日に江田島を発ち、4月6日夜に帰邸するも、翌4月7日午後4時10分に薨去した
男系の後継者がいない有栖川宮家は、皇室典範第42条の養子を禁ずる規定によって、断絶が確定した。しかし、威仁親王は伊藤博文宛てに嗣子を喪った無念さと共に「有栖川宮先代ノ系統ヲ思ヘバ、先例ニ倣ヒ、皇子孫ノ入ラセラレンコトヲ希望スル他意ナシ」と認めた。伊藤はこれに対し、「帰京ノ上、法規ニ不悖シテ善後之愚考」を奉ると返答した。
同年11月8日、実枝子女王が徳川慶喜公爵の嫡男慶久に降嫁した。

### 発病による静養
威仁親王は生来体が弱く、軍務も度々休職して静養するなどしていたが、栽仁王の薨去後は肺結核を患った。1909年（明治42年）9月に兵庫県神戸市垂水区にあった有栖川宮舞子別邸で静養を行うこととなり、同月18日に東京を発ち、横浜から海路で神戸へ向かい、さらに鉄道で現地に到着した。
1910年（明治43年）の「皇族身位令」制定に際し、皇族会議は2月18日に議案を明治天皇に奏上したが、天皇は会議にやむを得ず不参加だった東伏見宮依仁親王、梨本宮守正王、（久邇宮家の）多嘉王、そして威仁親王に意見を徴するよう指示した。威仁親王のみ、複数の疑義を生じたため奥田義人らが舞子別邸に参上して説明を行い、皇族の班位に関する規定について天覧することとなった。威仁親王の意見は入れられなかったが、上聞に達したことで納得し、同令は原案通り3月3日に裁可、公布された。
1911年（明治44年）4月4日、皇太子嘉仁親王が佐世保より帰京する途上、舞子別邸に行啓し、威仁親王を見舞った。
翌1912年（明治45年）4月12日、実枝子・慶久夫妻が舞子別邸を訪問し、18日まで滞在した。このとき孫娘喜久子を伴っており、気分も塞ぎがちだった威仁親王が「喜久女、喜久女」と呼んで笑顔を見せ、喜久子も祖父に懐いた。夫妻は威仁親王から孫娘を引き離すことが忍びなく、また慰子妃の助言もあって、喜久子を舞子別邸に残して帰京した。
同年の明治天皇崩御に際しては、帰京できる体調になかったため、諸儀式に平山成信別当を派遣した。また明治天皇の冥福を祈るため、法華経普門品を、絹本に同寿量品を書写した。

### 薨去と国葬
1913年（大正2年）3月3日午前1時、少量の喀血と心悸亢進があったため、侍医の鶴崎平三郎の診察を受けるが、症状は重篤であった。そこで岡田平太郎家令や平山別当が東京から伺候し、さらに董子大妃や慰子妃も相次いで舞子別邸に来著した。同月8日に、小康状態になった。
6月10日、再度発症し、症状が回復しないため、天皇から三浦謹之助が派遣され、さらに中西亀太郎も京都から参邸して治療にあたった。同月22日、宮内大臣渡辺千秋伯爵が派遣され、有栖川宮家の後継について内諭を伝達した。威仁親王は栽仁王を喪って以来、このことを憂慮していたため、心穏やかになったとされる。また、薨去の数日前まで、孫娘喜久子の笑顔を愛でていた。
7月5日午後8時20分、危篤となる。7月6日、大正天皇の第三皇子宣仁親王に「高松宮」の称号が与えられた。高松宮とは、有栖川宮の旧称である。
同日、一度帰京していた董子大妃が再び舞子別邸を訪れた。7月10日午前5時10分に舞子別邸を発ち、同日午後7時40分に、慰子妃・董子大妃とともに東京の有栖川宮邸に帰邸した。大正天皇は東園基愛子爵を派遣して見舞った。そして午後8時20分、威仁親王は薨去した。また、国葬とする勅令が発された。
この間、7月7日に元帥府に列せられ、大勲位菊花章頸飾を受勲した。
7月13日午後5時に斂棺の儀、15日午前10時に賜誄の儀が執り行われた。7月17日の動きは下記の通り。
- 午前4時 - 棺前祭
- 午前6時 - 有栖川宮邸を出棺
- 午前8時10分 - 豊島岡墓地到着
- 午前8時50分 - 参列者が参列
- 午前9時50分 - 葬場の儀終了

以降の儀式は下記の通り。
- 7月17日 - 斂葬の儀
- 7月18日 - 権舎祭、墓所祭
- 7月19日 - 十日祭

以降、10日ごとに祭（神事）が行われ、8月28日の五十日祭、8月29日の御霊代奉還の儀、そして10月16日の百日祭をもって国葬が終了した。こうした中、祖父の死をまだ理解できない幼少の喜久子が棺の中の祖父に会いたいとせがむ姿は、人々の涙を誘った。
1915年（大正4年）11月10日、大正天皇の即位の礼が京都御所で執り行われた。天皇は威仁親王の補導の功績を思い起こし、12月6日に勅使として侍従黒田長敬子爵を派遣して御告祭を執り行わせた。1925年（大正14年）の結婚25年祝典の折にも、侍従原恒太郎を派遣して御告祭を執り行わせた。
1917年（大正6年）には威仁親王の銅像建設の動きが起こり、海軍元帥東郷平八郎伯爵や海軍元帥井上良馨子爵、海軍大臣加藤友三郎子爵らが発起人に名を連ねた。海軍内だけでなく広く一般から資金を募り、また複数の候補地から築地の海軍参考館内の敷地が選定された。そして1921年（大正10年）10月24日に竣工した。台座を含めて20ｍに及ぶ巨大な施設で、除幕式には慰子妃の代理として外孫の徳川慶光、海軍兵学校在学中の高松宮宣仁親王と山階宮武彦王、久邇宮妃俔子、梨本宮妃伊都子の皇族に加え、内閣総理大臣原敬、各大臣、官民の紳士が列席した。

## 栄典
階級
- 1913年（大正2年）7月7日 - 元帥[35]

勲章等
| 受章年                     | 略綬 | 勲章名                   | 備考 |
| -------------------------- | ---- | ------------------------ | ---- |
| 1875年（明治8年）12月31日  |      | 勲一等旭日大綬章         |      |
| 1886年（明治19年）12月29日 |      | 大勲位菊花大綬章         |      |
| 1889年（明治22年）11月29日 |      | 大日本帝国憲法発布記念章 |      |
| 1890年（明治23年）5月22日  |      | 日本赤十字社名誉社員章   |      |
| 1895年（明治28年）11月20日 |      | 功四級金鵄勲章           |      |
| 1906年（明治39年）4月1日   |      | 功三級金鵄勲章           |      |
| 1906年（明治39年）4月1日   |      | 明治三十七八年従軍記章   |      |
| 1909年（明治42年）4月18日  |      | 皇太子渡韓記念章         |      |
| 1913年（大正2年）7月7日    |      | 菊花章頸飾               |      |

## 子女
- 績子女王 - 夭折
- 栽仁王 - 早世
- 實枝子（実枝子）女王 - 徳川慶久公爵夫人。高松宮妃喜久子らの母。

## 威仁親王ゆかりの場所

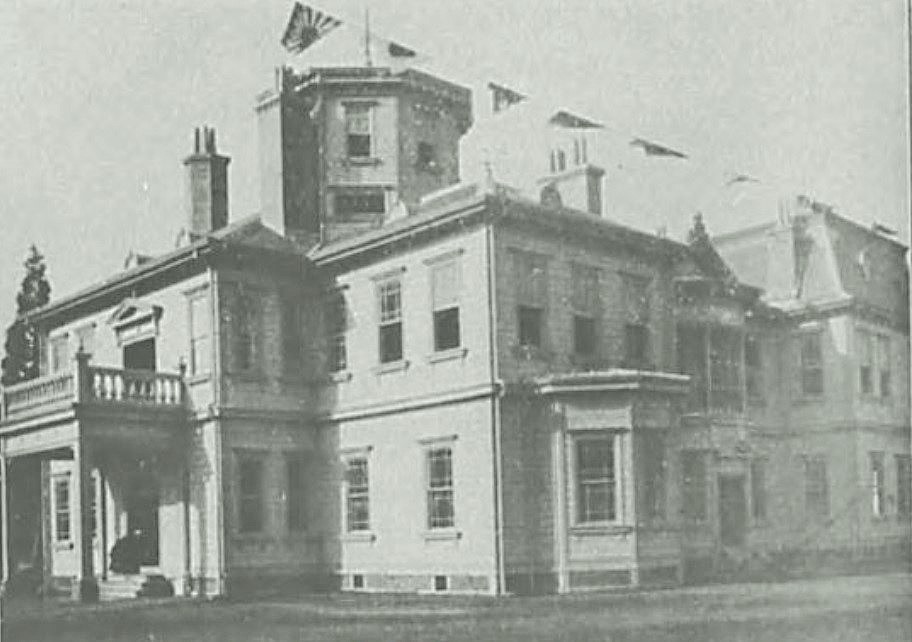
福島県の別邸（現・天鏡閣）

- 天鏡閣 （福島県猪苗代町に現存する元別邸、1921年12月、東京築地の海軍参考館前に建てられた新海竹太郎製作の銅像が1984年に移設されている）
- 有栖川宮記念公園 （東京都港区にある御用地跡。兄熾仁親王の銅像がある）
- 神奈川県立近代美術館葉山館 （神奈川県三浦郡葉山町にある別邸跡。威仁親王の薨去後、高松宮別邸などを経て神奈川県が用地を取得した）
- シーサイドホテル舞子ビラ神戸 （威仁親王最期の地、兵庫県神戸市垂水区の別邸跡に建つホテル）
- 谷保天満宮（やぼてんまんぐう） （1908年（明治41年）8月1日、威仁親王の先導による「遠乗会」と称されたわが国初のドライブツアーが東京都国立市にある谷保天満宮を目的地として開催された。梅林に「有栖川宮威仁親王殿下台臨記念」の石碑あり）
- 品川東海寺大山墓地（生母である森則子の墓所）
- 徳洋記念碑（北海道奥尻町にある威仁親王の功績をたたえる碑。昭和6年完成。明治13年（1880）に青苗岬で英国軍艦が座礁した際、乗艦していた有栖川宮威仁親王の遺徳と国境を越えた救助活動の美徳を讃えるもの。親王が海軍少尉補として乗船し、訓練のため遠洋航海の途中、青苗沖に座礁した。親王は島に上陸し、島民や他国の軍艦とともに救助活動にあたった。 昭和58年（1983）の日本海中部地震津波と、平成5年（1993）の北海道南西沖地震津波に耐えた近代建造物であり、奥尻の歴史を見守ってきた貴重な記念碑である)

## 関連団体
- 大日本帝国水難救済会  初代総裁
- 日本海員掖済会 初代総裁
- 帝国海事協会  初代総裁
- 水交社  総裁